# المنيظر
المنيظر: إحدى قرى محافظة بارق في المملكة العربية السعودية، من أقدم قرى بارق وأشهرها، وقد بنيت على سفح جبل صغير من أربع جهات على شكل هندسي هرمي، بغرض المراقبة، ولإستغلال المساحات المنبسطة في الزراعية.
كان بها جامع تاريخي، لا يعلم تاريخ إنشائه، تولى إمامته بيوت عدة؛ كان أخرهم بيت فقهاء المهاملة في القرن الثالث عشر، ثم تلاهم أفراد من بيت زامل العرام عرفوا بالفقهاء كذلك، سموا بذلك بعلم الفقه، ولأنهم أئمة الجامع، كان يدرس بهذا الجامع القرآن والتفسير حتى أفتتحت مدرسة المنيظر عام 1392 هجري.
بها من الدوائر الحكومية: بلدية، الغرفة التجارية الصناعية، مكتب خدمات كهرباء، وإدارة الأوقاف والمساجد والدعوة والإرشاد، كما يوجد بها مدارس بنين وبنات بكافة المراحل الدراسية. بلغ تعداد سكانها 527 نسمة حسب تعداد السعودية لعام 2010م، وهي من بلاد قبيلة حميضة.
وجاء في معجم الجزيرة العربية (1970)م: «المنيظر: 18-56-31 41-55-10. قرية في إمارة بارق الفرعية التابعة لإمارة منطقة أبها. تقع على أرتفاع 386 متراً فوق مستوى البحر، ويقطنها من 250 إلى 500 نسمة. وترتبط بالطريق الرئيسي، وبها أربعة دكاكين.»

## التسمية
المِنَيْظِر صيغة تصغير من المَنْظَر وهو اسم مكان من نظَر: مكان المراقبة وهو مكان عالٍ يوقف عليه لتتّسع الرؤية، وهي أسم على مسمى وذلك لأنها مرتفعة من الأرض ومطلة على جميع النواحي دون حاجب.

## الموقع
المنيظر تقع بوادي الرصفة في الجهة الجنوبية منه، في شرقي المريبعة، جنوب البيضاء، غرب السلم، وشمال ساحل – مركز بارق الإداري – على مسافة ثلاثة أكيال، ويخترقها الطريق الأقليمي جدة – أبها/اليمن.

## الخدمات
| أسم المدرسة         | المرحلة           | تاريخ الإنشاء |
| ------------------- | ----------------- | ------------- |
| النصر               | إبتدائي عام نهاري | 1392          |
| الإمام محمد بن سعود | متوسط عام نهاري   | 1413          |
| عقبة بن نافع        | ثانوي عام نهاري   | 1418          |
| محو أمية المنيظر    | محو أمية          | 1425          |

| أسم المدرسة      | المرحلة           | تاريخ الإنشاء |
| ---------------- | ----------------- | ------------- |
| ابتدائية المنيظر | إبتدائي عام نهاري | 1404          |
| متوسطة المنيظر   | متوسط عام نهاري   | 1415          |
| ثانوية المنيظر   | ثانوي عام نهاري   | 1425          |
| محو أمية المنيظر | محو أمية          | 1425          |